# جهد حسي جسدي محرض
الجهد الحسي الجسدي المحرض (إس إي بّي أو إس إس إي بّي) هو نشاط كهربائي دماغي ناشئ عن التنبيه باللمس. تُستخدم اختبارات «إس إي بّي» التي تقيس هذا النشاط كوسيلة غير باضعة مساعدة في تقييم وظائف الجهاز الحسي الجسدي. يمكن تقييم انتقال الرشقات الواردة من المحيط إلى القشرة المخية من خلال دمج عدد من تسجيلات «إس إي بّي» المقاسة على مستويات مختلفة من المسارات الحسية الجسدية. تشمل مكونات «إس إي بّي» سلسلة من الانعطافات الإيجابية والسلبية التي يمكن إثارتها باستخدام أي منبه حسي تقريبًا. على سبيل المثال، يمكن استخراج الجهود الحسية الجسدية المحرضة كاستجابة للتأثير الميكانيكي القصير على طرف الإصبع أو للنفث الهوائي. مع ذلك، تُستخرج الجهود الحسية الجسدية المحرضة بشكل شائع عبر تطبيق التنبيه الكهربي ثنائي القطب بطريق الجلد على مسار الأعصاب المحيطية لأحد الطرفين العلوي (على سبيل المثال، العصب المتوسط) أو السفلي (على سبيل المثال، العصب الظنبوبي الخلفي)، ثم تُسجل من فروة الرأس. بشكل عام، تؤدي المكونات الحسية الجسدية إلى إثارة المكونات القشرية المبكرة («إن 25»، و«بّي 60» و«إن 80») المتولدة في القشرة الحسية الجسدية الأولية (إس 1) للجانب المقابل، والمتعلقة بمعالجة توصيفات التنبيه الفيزيائي. بعد تطبيق التنبيه لمدة تقارب 100 ميلي ثانية، تتعرض مناطق قشرية إضافية للتحفيز، مثل القشرة الحسية الجسدية الثانوية (إس 2) والقشرتين الجبهية والجدارية الخلفية المتميزتين بوجود «بّي 100» الجدارية و«إن 140» الجبهية ثنائية الجانب. تُستخدم الجهود الحسية الجسدية المحرضة بشكل روتيني اليوم في علم الأعصاب للتأكد من وجود الشذوذات الحسية وتحديد موقعها، بالإضافة إلى تحديد الآفات الصامتة ومراقبة التغيرات الناشئة اثناء العمليات الجراحية.

## التطبيقات السريرية
في العقد الأخير، ظهرت الأهمية السريرية للجهود الحسية الجسدية المحرضة في غرف العمليات، إذ سمحت بمراقبة الجهاز العصبي المركزي أثناء العملية، بالتالي حماية بنى الجهاز العصبي المركزي خلال العمليات الجراحية عالية الخطورة. تساهم المراقبة المستمرة للجهود الحسية الجسدية المحرضة في تنبيه الجراح إلى ضرورة التدخل الفوري وإيقاف الاضطراب قبل تحوله إلى خلل مستديم. تُستخدم «إس إي بّي» للعصب المتوسط في تحديد القشرة الحسية والحركية أثناء عمليات حج القحف، فضلًا عن استخدامها في مراقبة الجراحة على مستويات عنق الرحم الوسطى والعليا. تُستخدم مراقبة «إس إي بّي» للعصب الظنبوبي على نطاق واسع في مراقبة النخاع الشوكي أثناء عمليات الجنف وغيرها من التدخلات الجراحية التي من شأنها إلحاق الضرر بالنخاع الشوكي. يؤدي تسجيل الذرى المتولدة داخل القحف ذات المجال البعيد إلى تسهيل المراقبة، حتى مع حدوث خلل في الذرى القشرية الأولية نتيجة عوامل التخدير. مع مرور الوقت، أصبحت مراقبة «إس إي بّي» إحدى التقنيات القياسية المستخدمة على نطاق واسع في العمليات الجراحية لتقليل خطر حدوث المشاكل العصبية بعد الجراحية لدى المرضى. تساهم المراقبة المستمرة للجهود الحسية الجسدية المحرضة في تنبيه الجراح إلى ضرورة التدخل الفوري وإيقاف الاضطراب قبل تحوله إلى خلل مستديم. تلبي الجهود الحسية الجسدية إجمالًا مجموعة متنوعة من الأهداف السريرية، بما في ذلك:
1. إيجاد دليل موضوعي على وجود أي شذوذ عند التباس العلامات أو الأعراض؛
2. البحث عن الآفات الصامتة سريريًا؛
3. تحديد المستوى التشريحي للاضطراب على طول المسار؛
4. توفير الدليل حول الفئة العامة لعلم الأمراض؛
5. مراقبة التغيرات الموضوعية في حالة المريض بمرور الوقت.